# Villabona
Villabona község Spanyolországban, Gipuzkoa tartományban. Villabona Aduna, Andoain, Berastegi, Tolosa, Ibarra, Irura, Anoeta, Asteasu és Zizurkil községekkel határos. Lakosainak száma 5859 fő (2024).

## Népesség
A település népessége az utóbbi években az alábbiak szerint változott:
| Lakosok száma | 5555 | 5742 | 5741 | 5783 | 5863 | 5888 | 5891 | 5867 | 5864 | 5859 |
|               | 2001 | 2004 | 2006 | 2009 | 2011 | 2014 | 2016 | 2019 | 2021 | 2024 |